# Csörnyeföld
Csörnyeföld è un comune dell'Ungheria di 483 abitanti (dati 2001). È situato nella contea di Zala.